# 政府财政官员协会

GFOA Logo

政府财政官员协会（簡稱GFOA）是一專業機構，約有17,500位來自美國與加拿大地方政府（如州、省、或其他地方政府）的財政官員所組成。其總部位於芝加哥市中心。